# Ука (посёлок)
Ука — упразднённый посёлок в Камчатском крае. Входил в Карагинский район (до 1 июля 2007 года в составе Корякского автономного округа Камчатской области).

## География
Расположен в устье реки Ука, в 176 км юго-западнее Оссоры.

## История
Посёлок Ука существовал до 1852 года как рыбацкое поселение. Во время Русско-японской войны 1904—1905 годов село подверглось нападению пиратствующих японских шхун.
Ещё перед Великой Отечественной войной в Уке был построен запасной аэродром с взлётно-посадочной полосой в 2500 м.
После войны в посёлке Ука располагалась часть ПВО с укреплёнными антеннами на вышках и антенной диаметром в 40 м для дальнего обнаружения летящих объектов. Недалеко от посёлка находилась погранзастава.
Населённый пункт был исключен из списка населенных пунктов (из учёта данных) 13 декабря 1974 года. Однако жители, в основном военные с семьями, проживали в посёлке как минимум до 1986 года.
В 8 км от посёлка располагался 11-й ОИП (в/ч 29468) 43 ОНИС, был сформирован 1.07.1974, расформирован 31.12.1993